# صموئيل ويلسون
صموئيل ويلسون (بالإنجليزية: Samuel Wilson)‏ ‏(13 سبتمبر 1766 - 31 يوليو 1854) هو جزار من مدينة تروي في نيويورك يعتقد أن اسمه كان مصدر تجسيد الولايات المتحدة باسم «العم سام».

## زواجه وأطفاله
تزوج ويلسون بيتسي مان -ابنة بنيامين مان- في عام 1797، وأنجبا أربع أطفال وهم بولي وصموئيل وبنيامين وألبرت.

## معرض صور

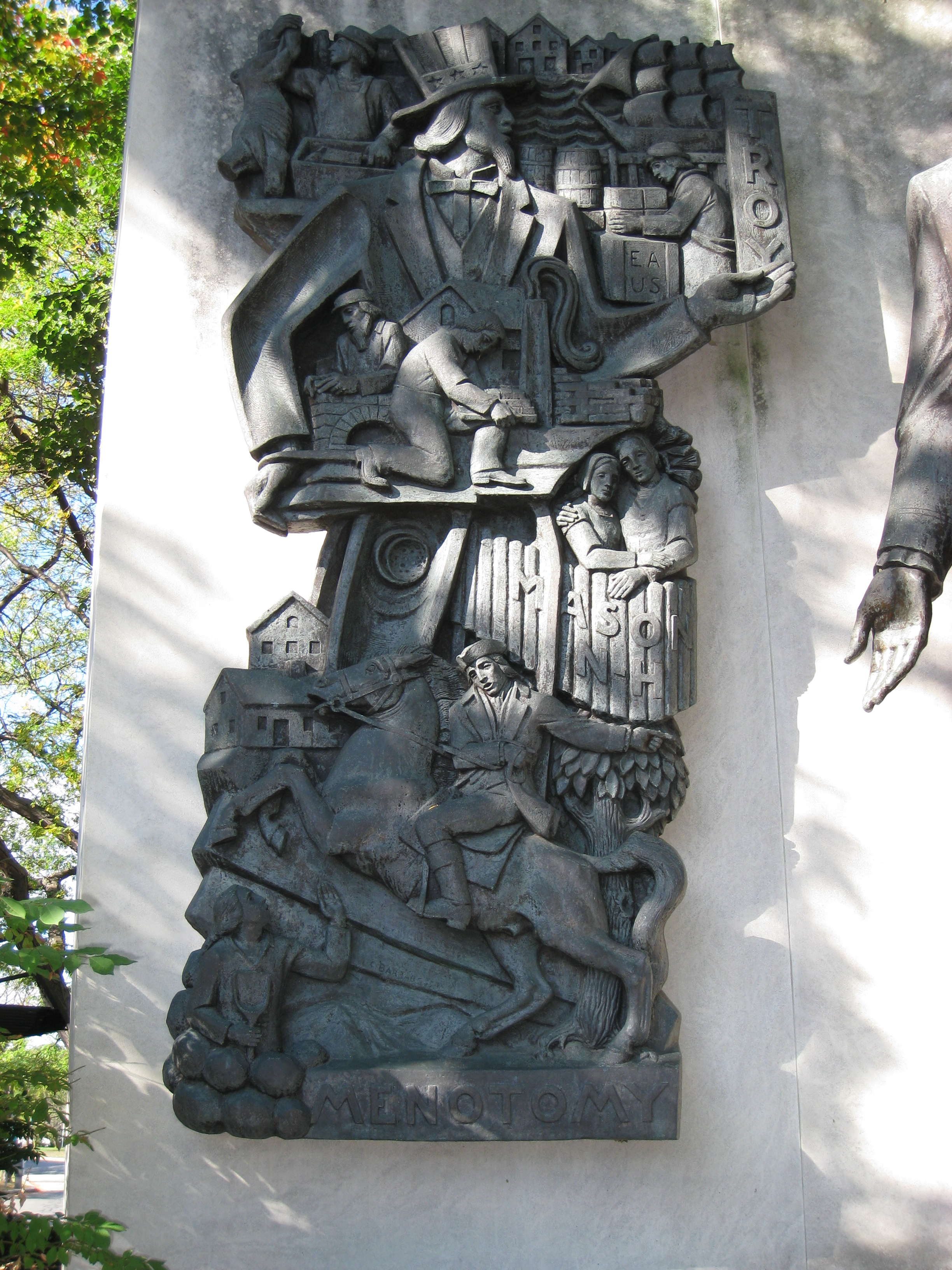
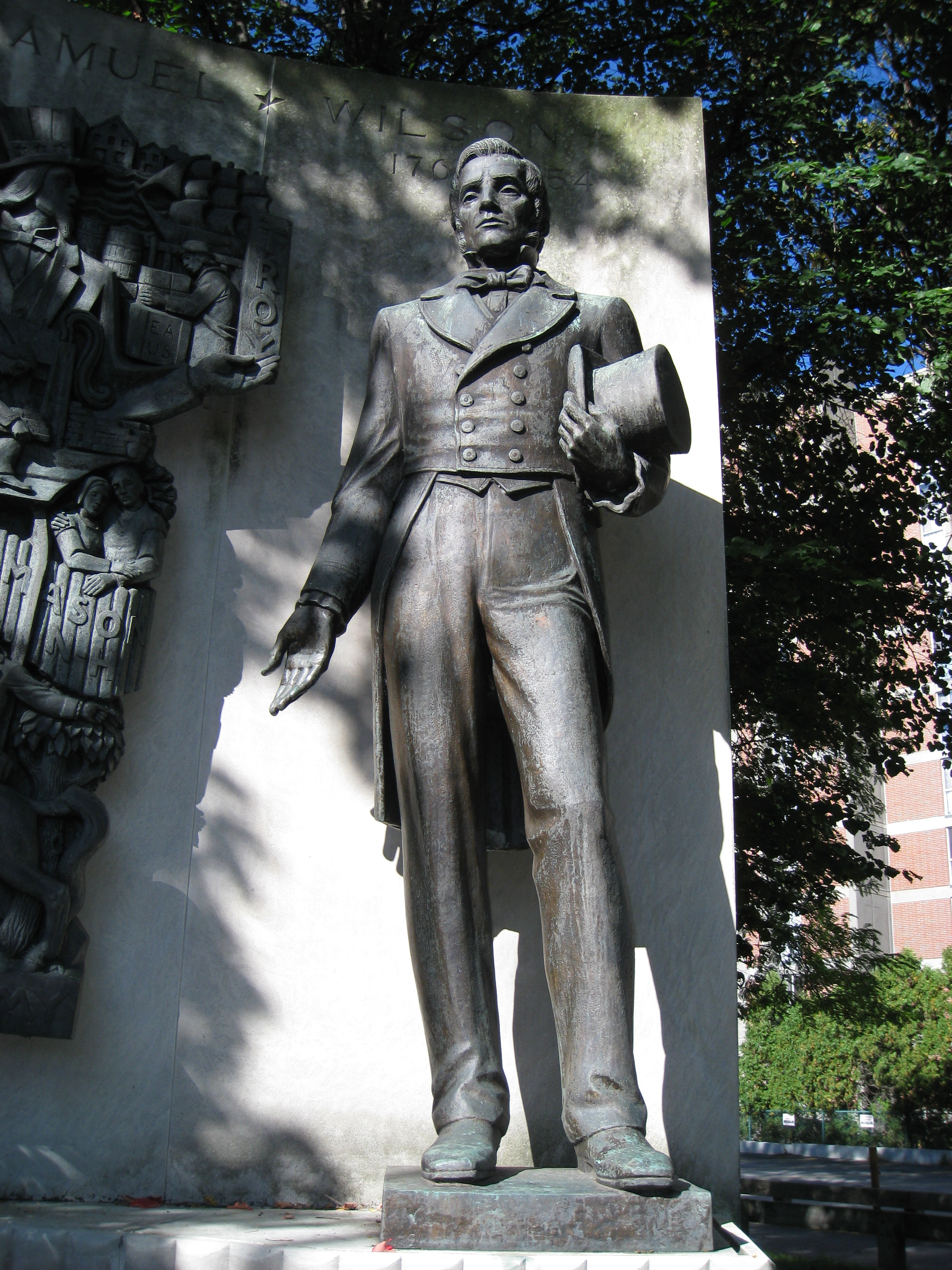
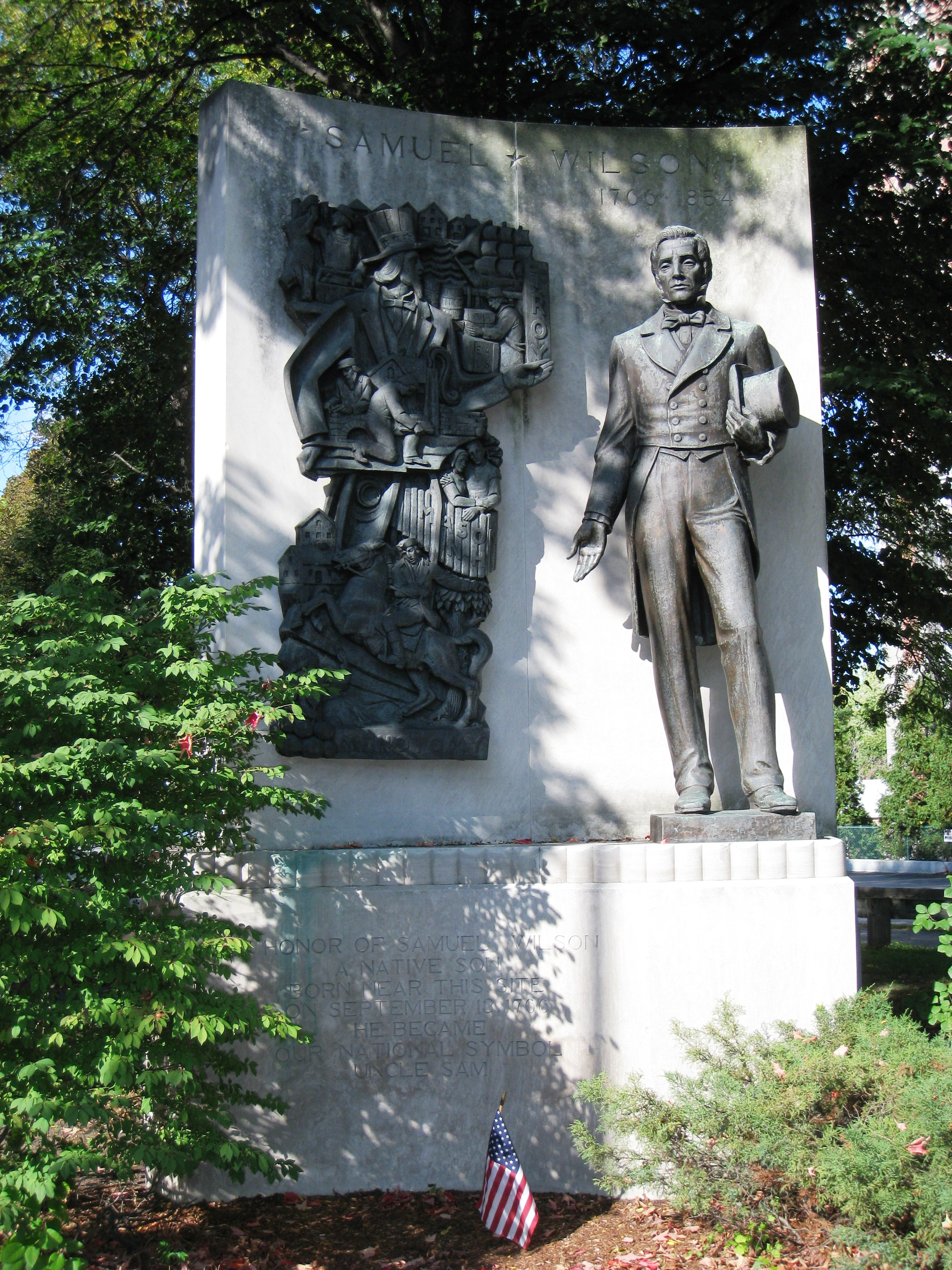